# Grand Prix de la Somme 2014
Il Grand Prix de la Somme 2014, ventinovesima edizione della corsa e valido come evento dell'UCI Europe Tour 2014 categoria 1.1, si svolse il 4 maggio 2014 su un percorso di 192,1 km. Fu vinto dal bielorusso Jaŭhen Hutarovič, che terminò la gara in 4h37'04", alla media di 41,6 km/h.
Al traguardo 118 ciclisti portarono a termine la gara.

## Squadre e corridori partecipanti
| N.    | Cod. | Squadra                      |
| ----- | ---- | ---------------------------- |
| 1-8   | TSV  | Topsport Vlaanderen-Baloise  |
| 11-18 | ALM  | AG2R La Mondiale             |
| 21-28 | FDJ  | FDJ.fr                       |
| 31-38 | EUC  | Team Europcar                |
| 41-48 | BSE  | Bretagne-Séché Environnement |
| 51-58 | COF  | Cofidis, Solutions Credits   |
| 61-68 | BIG  | BigMat-Auber 93              |
| 71-78 | BGT  | Bridgestone-Anchor           |
| 81-88 | CEF  | Nankang-Fondriest            |

| N.      | Cod. | Squadra                   |
| ------- | ---- | ------------------------- |
| 91-98   | MGK  | MG Kvis-Trevigiani        |
| 101-108 | RLM  | Roubaix-Lille Metropole   |
| 111-118 | RDT  | Rabobank Development Team |
| 121-128 | CCD  | Team Differdange-Losch    |
| 131-138 | LPM  | La Pomme Marseille 13     |
| 141-148 | VER  | Veranclassic-Doltcini     |
| 151-158 | WBC  | Wallonie-Bruxelles        |
| 161-168 | STF  | Start-Trigon Cycling Team |

## Ordine d'arrivo (Top 10)
| Pos. | Corridore         | Squadra       | Tempo    |
| ---- | ----------------- | ------------- | -------- |
| 1    | Jaŭhen Hutarovič  | AG2R La Mo.   | 4h37'04" |
| 2    | Tom Van Asbroeck  | Topsport      | s.t.     |
| 3    | Yannick Martinez  | Europcar      | s.t.     |
| 4    | Benjamin Giraud   | La Pomme M.   | s.t.     |
| 5    | André Looij       | Rabobank Dev. | s.t.     |
| 6    | Kenneth Vanbilsen | Topsport      | s.t.     |
| 7    | Samuel Dumoulin   | AG2R La Mon.  | s.t.     |
| 8    | Filippo Baggio    | Nankang       | s.t.     |
| 9    | Florent Mottet    | Wallonie      | s.t.     |
| 10   | Mickaël Delage    | FDJ.fr        | s.t.     |